# جروسفينور هاوس (دبي)
جروسفينر هاوس عبارة عن مجمع مؤلف من برجين توأمين في دبي مارينا في دبي ، الإمارات العربية المتحدة ، يشترك كل من البرجين ، جروسفينور هاوس غرب شاطئ مارينا وفندق جروسفينور هاوس للإقامة، بالارتفاع ذاته وهو 210 متر (690 قدم) مع 48 طابق في كل منهما. تمت تسمية المجمع، الذي يملكه الشيخ أحمد بن سعيد آل مكتوم ، كنايةً باسم جروسفينور هاوس في لندن .
جروسفينر هاوس غرب شاطئ مارينا، الذي بدأ العمل على بنائه في مارس 2003، اكتمل في عام 2005 وافتتح في 21 يونيو 2005. بعد افتتاحه، كان البرج أول فندق في دبي مارينا وثامن أطول مبنى في دبي ، يحتوي البرج على غرف فندقية وشقق سكنية تتم إدارتها من قبل لو ميريديان .  ويضم المبنى اثني عشر مطعم وحانة.  إن الشيف غاري رودس الحائز على نجوم ميشلان هو الشيف الراعي لمطعم "رودس ميزانين"، أحد المطاعم في جروفنر هاوس غربمارينا بيتش.
اكتمل البرج الثاني، جروسفينر هاوس للإقامة، في عام 2011. أعلن عن انتهاء البرج الذي يبلغ طوله 113.110 متر مربع (1.217.500 قدم مربع) في أبريل 2006.